# Station Woensdrecht
Station Woensdrecht (Wsd) is een voormalig spoorwegstation in de Noord-Brabantse gemeente Woensdrecht, gelegen aan de Zeeuwse Lijn, Staatslijn F of spoorlijn Roosendaal - Vlissingen.
Het was van het type SS 5e klasse en werd geopend op 1 juli 1868. Op 15 mei 1938 werd het station voor de reizigersdienst gesloten.
Op dit punt zou spoorlijn 11 vanuit station Antwerpen-Noord aansluiten op de spoorlijn naar station Bergen op Zoom.